# 1021 Flammario
1021 Flammario је астероид главног астероидног појаса са пречником од приближно 99,39 .
Афел астероида је на удаљености од 3,517 астрономских јединица (АЈ) од Сунца, а перихел на 1,961 АЈ.
Ексцентрицитет орбите износи 0,283, инклинација (нагиб) орбите у односу на раван еклиптике 15,864 степени, а орбитални период износи 1656,038 дана (4,533 године).
Апсолутна магнитуда астероида је 8,98 а геометријски албедо 0,045.
Астероид је откривен 11. марта 1924. године.